# Obertaunuskreis
Der Obertaunuskreis war bis 1972 ein Landkreis im deutschen Bundesland Hessen mit dem Kreissitz Bad Homburg vor der Höhe. Das ehemalige Kreisgebiet gehört heute überwiegend zum Hochtaunuskreis.

## Geographie
Der Landkreis grenzte Anfang 1972, im Nordwesten beginnend im Uhrzeigersinn, an die Landkreise Usingen und Friedberg, an die kreisfreie Stadt Frankfurt am Main sowie an den Main-Taunus-Kreis.

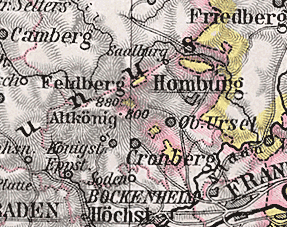
Obertaunuskreis, 1905

## Geschichte

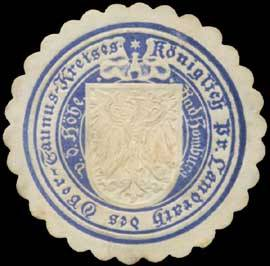
Siegelmarke K.Pr. Landrath des Ober-Taunus-Kreises

Der Kreis wurde durch eine Königliche Verordnung vom 22. Februar 1867 gegründet, nachdem das Kurfürstentum Hessen, das Herzogtum Nassau und die Landgrafschaft Hessen-Homburg in das Königreich Preußen eingegliedert worden waren.
Der neue Kreis umfasste die ehemals nassauischen Ämter Königstein und Usingen sowie das den Kern der Landgrafschaft bildende Amt Homburg. Die Stadt Homburg (seit 1912 Bad Homburg vor der Höhe) wurde Sitz der Kreisverwaltung. Das Gebiet von 544,80 km² mit seinen 82 Gemeinden lag beiderseits des Taunuskammes und wurde dem Regierungsbezirk Wiesbaden in der neuen Provinz Hessen-Nassau zugeteilt.
Gemäß der neuen Kreisordnung für die Provinz Hessen-Nassau vom 1. April 1886 wechselten 48 Gemeinden nördlich des Gebirgskammes in den neuen Kreis Usingen. Im Obertaunuskreis verblieben 34 Gemeinden auf einer Fläche von 224,54 km².
Schon drei Jahrzehnte später, nach dem Ende des Ersten Weltkrieges, führte die Besetzung des „Brückenkopfes Mainz“ durch die französischen Truppen zu einer Teilung der Verwaltung. Im Raum Königstein entstand der Kreis Königstein, der rund zwei Drittel des Obertaunuskreises umfasste. Nach dem Ende der Alliierten Rheinlandbesetzung wurde am 1. Oktober 1928 eine Neuordnung der Kreise im Rhein-Main-Gebiet durchgeführt. Von den 22 Gemeinden des aufgelösten Kreises Königstein verblieben neun Gemeinden im Obertaunuskreis, während dreizehn Gemeinden zum neuen Main-Taunus-Kreis kamen.
Im Zuge einer preußischen Verwaltungsreform kehrte der Kreis Usingen am 1. Oktober 1932 vorübergehend für ein Jahr wieder zum Obertaunuskreis zurück. Auf Grund eines Wahlversprechens der NSDAP erhielt der Kreis Usingen am 1. Oktober 1933 seine Selbständigkeit nach der nationalsozialistischen Machtergreifung zurück.
Einen Gebietszuwachs für den Obertaunuskreis brachte nach dem Ende des Zweiten Weltkrieges 1945 die provisorische und am 1. April 1947 die endgültige Eingliederung der Gemeinde Steinbach (Taunus), die bis dahin eine Exklave des südhessischen Landkreises Offenbach war. Bis zum Beginn der hessischen Gebietsreform gehörten nunmehr 18 Gemeinden zum Obertaunuskreis, darunter die fünf Städte Bad Homburg, Friedrichsdorf, Königstein im Taunus, Kronberg im Taunus und Oberursel.
Am 6. Mai 1968 kam der Obertaunuskreis nach der Auflösung des Regierungsbezirks Wiesbaden zum Regierungsbezirk Darmstadt.
Im Rahmen der Gebietsreform in Hessen wurde die Zahl der Gemeinden des Landkreises durch eine Reihe von Zusammenschlüssen bis zum Juli 1972 auf 11 verringert. Am 31. Dezember 1971 wurde der Obertaunuskreis durch die Eingliederung der Gemeinde Ober-Eschbach aus dem Landkreis Friedberg in die Stadt Bad Homburg vergrößert.
Am 1. August 1972 ging der Obertaunuskreis bis auf die Gemeinde Kalbach, die zur Stadt Frankfurt kam, im neuen Hochtaunuskreis auf. Zum Hochtaunuskreis kamen außerdem noch der größte Teil des Landkreises Usingen, die Gemeinden Ober-Erlenbach und Burgholzhausen vor der Höhe aus dem Landkreis Friedberg, die Gemeinden Glashütten und Reifenberg aus dem Main-Taunus-Kreis sowie die Gemeinde Hasselbach aus dem Landkreis Limburg. Gleichzeitig wurden am 1. August 1972 auch noch weitere Gemeinden zusammengeschlossen.

## Einwohnerentwicklung
| Jahr | Einwohner | Quelle |
| ---- | --------- | ------ |
| 1871 | 052.961   | [ 7 ]  |
| 1900 | 044.349   | [ 5 ]  |
| 1910 | 054.036   | [ 5 ]  |
| 1925 | 061.237   | [ 5 ]  |
| 1933 | 050.821   | [ 5 ]  |
| 1939 | 053.021   | [ 5 ]  |
| 1950 | 081.803   | [ 5 ]  |
| 1960 | 101.700   | [ 5 ]  |
| 1970 | 129.000   | [ 8 ]  |
| 1971 | 139.300   | [ 9 ]  |

## Politik

### Landräte
| Von  | Bis  | Name                    |
| ---- | ---- | ----------------------- |
| 1867 | 1868 | Constantin von Briesen  |
| 1868 | 1876 | Wilhelm von König       |
| 1876 | 1877 | Constantin von Briesen  |
| 1877 | 1883 | Leonhard von Massenbach |
| 1883 | 1894 | Bernhard von der Heydt  |
| 1894 | 1903 | Wilhelm von Meister     |
| 1903 | 1904 | Gustav Ebbinghaus       |
| 1904 | 1921 | Ernst Ritter von Marx   |
| 1921 | 1933 | Egon van Erckelens      |
| 1933 | 1945 | Wolfgang von Hessen     |
| 1945 | 1946 | Hermann Usinger         |
| 1946 | 1948 | August Lüdge            |
| 1948 | 1960 | Georg Eberlein          |
| 1960 | 1972 | Werner Herr             |

### Kreistag und Kreisausschuss

#### Kreisordnung 1867
Teil der preußischen Kreisverfassung war die Einrichtung eines Kreistages. Dessen Zusammensetzung war in § 13 der „Verordnung, betreffend der Kreisverfassung im Gebiete des Regierungsbezirks Wiesbaden“ geregelt. Danach bestand der Kreistag aus je 6 Mitgliedern, die in den ehemaligen Ämtern gewählt wurden, dem Landrat und einem Vertreter des Domänenfiskus.
Der erste Kreistag trat am 1. September 1868 in Bad Homburg zusammen.
| Amt                         | Abgeordneter                         | Ort             |
| --------------------------- | ------------------------------------ | --------------- |
| Homburg                     | Geheimer Regierungsrat Heinrich Will | Homburg         |
| Homburg                     | Beigeordneter Deininger              | Homburg         |
| Homburg                     | Gemeinderat G.E. Menges              | Homburg         |
| Homburg                     | Gemeinderat J.G. Schudt IV           | Homburg         |
| Homburg                     | Bürgermeister Raab                   | Kirdorf         |
| Homburg                     | Bürgermeister Wolff                  | Seulberg        |
| Königstein                  | Joseph Hildmann                      | Oberhöchstadt   |
| Königstein                  | Johann Jung                          | Kalbach         |
| Königstein                  | Bürgermeister Westenberger           | Kalbach         |
| Königstein                  | Bürgermeister Wilhelm Fischer        | Königstein      |
| Königstein                  | Konrad Sachs                         | Eppstein        |
| Königstein                  | Jakob Aumüller                       | Oberursel       |
| Usingen                     | Bürgermeister Becker                 | Usingen         |
| Usingen                     | Johann Schmidt                       | Hasselborn      |
| Usingen                     | Wilhelm Schmitt                      | Rod an der Weil |
| Usingen                     | Philipp Peter Müller                 | Arnoldshain     |
| Usingen                     | Bürgermeister Johann Peter Jäger     | Wehrheim        |
| Usingen                     | Peter Veidt                          | Cratzenbach     |
| Vertreter des Domänenfiskus | Rentmeister Thomae                   | Usingen         |
| Landrat                     | von König als Vorsitzender           | Homburg         |

#### Kreisordnung 1886
Mit der preußischen Kommunalordnung von 1886 wurde die Institution des Kreisausschusses ins Leben gerufen. Am 13. März 1886 wählte der Kreistag erstmals einen Kreisausschuss:
| Abgeordneter                    | Ort        |
| ------------------------------- | ---------- |
| Polizeidirektor Eugen Schaffner | Homburg    |
| Rentmeister Karl Müller         | Homburg    |
| Baumeister Louis Jacobi         | Homburg    |
| Bürgermeister Jakob Aumüller    | Oberursel  |
| Gutsbesitzer Johann Jung        | Kalbach    |
| Kaufmann Adam Sittig            | Königstein |

Der Kreistag selbst bestand zunächst aus 20 Mitgliedern (Ende des Jahrhunderts stieg die Zahl auf 21, später auf 23). 10 davon wurden vom Wahlverband der Städte (davon entfielen allein 5 auf die Stadt Homburg), 6 aus dem Wahlverband der Landgemeinden und 4 aus dem Wahlverband der größeren Grundbesitzer und Gewerbetreibenden (diese mussten mindestens 180 Mark Grundsteuer oder 300 Mark Gewerbesteuer zahlen). Die Abgeordneten wurden auf 6 Jahre gewählt. Alle drei Jahre wurde die Hälfte der Abgeordneten neu gewählt.

#### Kreistag nach dem Zweiten Weltkrieg
Nach dem Zweiten Weltkrieg war der Obertaunuskreis eine Parteihochburg der SPD. Während die CDU lediglich nach den Kommunalwahlen in Hessen 1946 mit 13 Mandaten stärkste Partei wurde, war die SPD bei allen folgenden Wahlen die stärkste Kraft im Kreis.
| Jahr | SPD | CDU | FDP | KPD | GB/BHE | DP |
| ---- | --- | --- | --- | --- | ------ | -- |
| 1946 | 11  | 13  | 5   |     |        |    |
| 1948 | 11  | 11  | 9   | 2   |        |    |
| 1952 | 13  | 09  | 6   |     | 3      | 3  |
| 1956 | 16  | 11  | 5   |     | 2      | 2  |
| 1960 | 16  | 14  | 5   |     | 2      |    |
| 1964 | 20  | 16  | 4   |     |        |    |

#### Kommunallandtag
Von 1866 bis zur Verwaltungsreform 1885/86 waren jeweils 2 Vertreter des Kreises im Nassauischen Kommunallandtag vertreten. Danach wurde die Direktwahl eingeführt. Die vom Kreistag und später von der Bevölkerung gewählten Mitglieder waren:
| Amtszeit               | Abgeordneter |
| ---------------------- | ------------ |
| Karl Schweighöfer      | 1868–1875    |
| Heinrich Will          | 1868–1873    |
| Paul Baudevin          | 1875–1879    |
| Joseph Kopp            | 1877–1880    |
| Ludwig Stumpff         | 1878–1885    |
| Georg Ernst Menges     | 1880–1882    |
| Jakob Aumüller         | 1881–1890    |
| Carl Müller            | 1884–1892    |
| Georg Jamin            | 1891–1906    |
| Bernhard von der Heydt | 1879–1894    |
| Wilhelm von Meister    | 1894–1895    |
| Ernst Ritter von Marx  | 1903–1918    |
| Oskar Zimmermann       | 1905–1916    |
| Josef Füller           | 1907–1918    |

### Wappen
Im November 1950 wurde dem Obertaunuskreis durch das Hessische Staatsministerium das Recht zur Führung eines Wappens verliehen.

## Gemeinden
Die folgende Liste enthält alle Gemeinden, die dem Obertaunuskreis nach 1886 angehörten, sowie die Daten aller Eingemeindungen und Kreiswechsel.
| Gemeinde                        | eingemeindet nach        | Datum der Eingemeindung                      |
| ------------------------------- | ------------------------ | -------------------------------------------- |
| Altenhain                       | zum Main-Taunus-Kreis    | 1. Oktober 1928                              |
| Bad Homburg vor der Höhe, Stadt |                          |                                              |
| Bommersheim                     | Oberursel                | 1. Oktober 1929                              |
| Dillingen                       | Friedrichsdorf           | 1. April 1916                                |
| Dornholzhausen                  | Bad Homburg vor der Höhe | 31. Dezember 1971                            |
| Ehlhalten                       | zum Main-Taunus-Kreis    | 1. Oktober 1928                              |
| Eppenhain                       | zum Main-Taunus-Kreis    | 1. Oktober 1928                              |
| Eppstein                        | zum Main-Taunus-Kreis    | 1. Oktober 1928                              |
| Falkenstein                     | Königstein im Taunus     | 1. August 1972                               |
| Fischbach                       | zum Main-Taunus-Kreis    | 1. Oktober 1928                              |
| Friedrichsdorf, Stadt           |                          |                                              |
| Glashütten                      | zum Main-Taunus-Kreis    | 1. Oktober 1928                              |
| Gonzenheim                      | Bad Homburg vor der Höhe | 1. April 1937                                |
| Hornau                          | zum Main-Taunus-Kreis    | 1. Oktober 1928                              |
| Kalbach                         | Frankfurt am Main        | 1. August 1972                               |
| Kelkheim                        | zum Main-Taunus-Kreis    | 1. Oktober 1928                              |
| Kirdorf                         | Bad Homburg vor der Höhe | 29. Juni 1901                                |
| Königstein im Taunus, Stadt     |                          |                                              |
| Köppern                         | Friedrichsdorf           | 1. August 1972                               |
| Kronberg im Taunus, Stadt       |                          |                                              |
| Mammolshain                     | Königstein im Taunus     | 1. August 1972                               |
| Neuenhain                       | zum Main-Taunus-Kreis    | 1. Oktober 1928                              |
| Niederhöchstadt                 | zum Main-Taunus-Kreis    | 1. Oktober 1928                              |
| Oberhöchstadt                   | Kronberg im Taunus       | 1. April 1972                                |
| Oberstedten                     | Oberursel                | 1. April 1972                                |
| Oberursel, Stadt                |                          |                                              |
| Ruppertshain                    | zum Main-Taunus-Kreis    | 1. Oktober 1928                              |
| Schloßborn                      | zum Main-Taunus-Kreis    | 1. Oktober 1928                              |
| Schneidhain                     | Königstein im Taunus     | 1. April 1972                                |
| Schönberg                       | Kronberg im Taunus       | 1. April 1972                                |
| Schwalbach am Taunus            | zum Main-Taunus-Kreis    | 1. Oktober 1928                              |
| Seulberg                        | Friedrichsdorf           | 1. August 1972                               |
| Steinbach (Taunus)              |                          | bis zum 1. April 1947 im Landkreis Offenbach |
| Stierstadt                      | Oberursel                | 1. April 1972                                |
| Weißkirchen                     | Oberursel                | 1. April 1972                                |

## Kfz-Kennzeichen
Am 1. Juli 1956 wurde dem Landkreis bei der Einführung der bis heute gültigen Kfz-Kennzeichen das Unterscheidungszeichen HG zugewiesen. Es leitet sich von der Kreisstadt Bad Homburg vor der Höhe ab. Es wird im Hochtaunuskreis durchgängig bis heute ausgegeben.